# Меженцин (Любуське воєводство)
Меженцин (пол. Mierzęcin, нім. Mehrenthin) — село в Польщі, у гміні Добеґнев Стшелецько-Дрезденецького повіту Любуського воєводства.
Населення — 347 осіб (2011).
У 1975-1998 роках село належало до Гожовського воєводства.

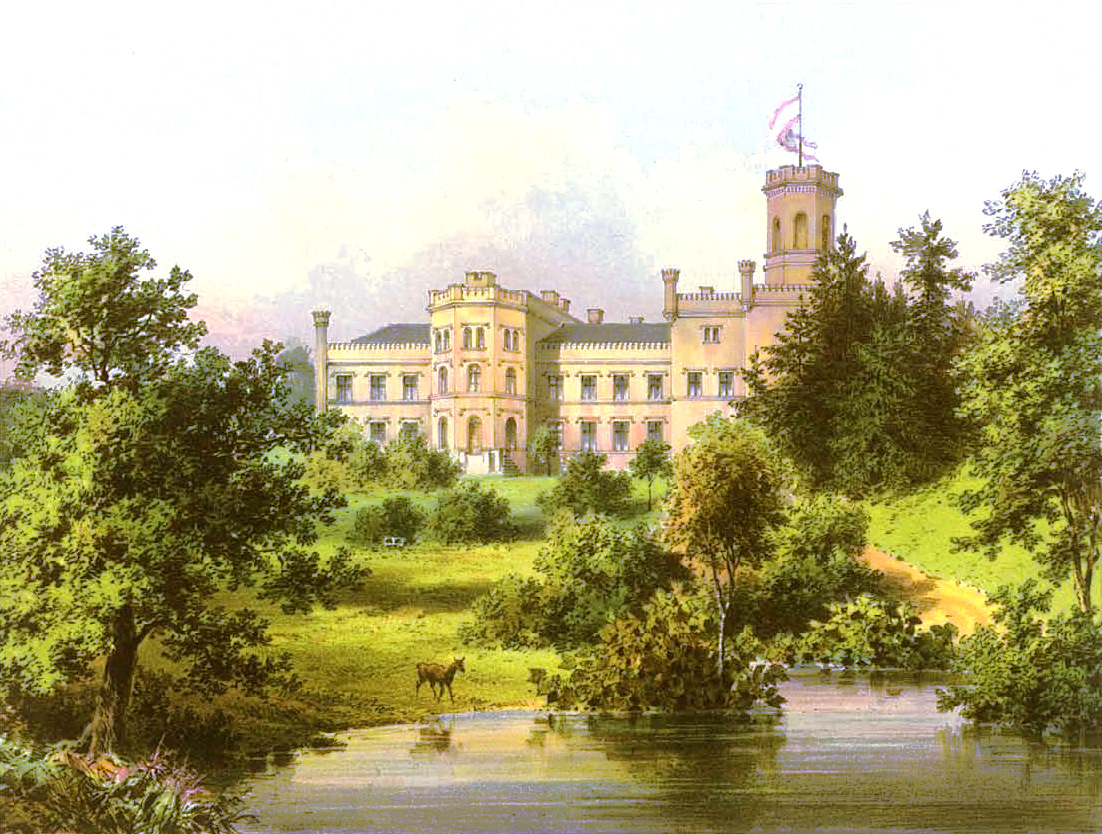
Merenthin Mannor 1860, by Alexander Duncker.

## Демографія
Демографічна структура станом на 31 березня 2011 року:
|          | Загалом | Допрацездатний вік | Працездатний вік | Постпрацездатний вік |
| -------- | ------- | ------------------ | ---------------- | -------------------- |
| Чоловіки | 180     | 48                 | 115              | 17                   |
| Жінки    | 167     | 38                 | 98               | 31                   |
| Разом    | 347     | 86                 | 213              | 48                   |